# Josep Nadal
José Ramón Nadal Sendra, más conocido como Josep Nadal, (Pego, Alicante, 28 de abril de 1977) es un cantante, compositor, político, activista social y filólogo español. Conocido por haber sido miembro fundador del grupo La Gossa Sorda, hasta su disolución en 2016. Actualmente se desempeña en el mundo de la política como miembro del partido Coalició Compromís, con el que fue regidor en su pueblo durante muchos años y que desde junio de 2015 es diputado en las Cortes Valencianas.

## Biografía

### Inicios y carrera musical

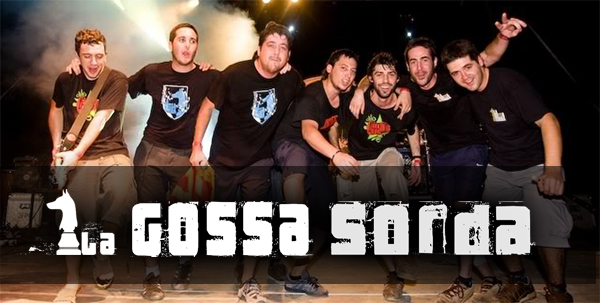
La Gossa Sorda al completo.

Nacido en el municipio alicantino de Pego, el día 28 de abril de 1977.
Desde niño siempre ha tenido un gran interés por la música.
Es licenciado en Filología catalana. 
Al cabo de los años, en 1997, junto a más personas pasó a ser miembro fundador del grupo musical La Gossa Sorda, el cual era una mezcla de géneros como el rock, punk, reggae, ska y folk, así como la utilización de muchos ritmos mediterráneos y otras influencias, tal como hacía el conocido grupo Obrint Pas, que junto con ellos se han convertido en uno de los referentes de la música en valenciano de la década del 2000 y de 2010.
Años más adelante, en el conocido festival de música valenciano "Festivern" 2012-13 celebrado en Tabernes de Valldigna, hicieron su último concierto antes de hacer una parada temporal de un año.
Durante ese año de descanso, pasó a formar parte de otro grupo llamado Vertigen, junto a Joan Palomares y que llegaron a publicar un álbum titulado "Intent de Poema".
Seguidamente en 2014, La Gossa Sorda vuelve a los escenarios después de un año y medio parados, regresando con su quinto álbum "La Polseguera", de la mano del productor musical Jaume Faraig y de la compañía discográfica Maldito Records.
Finalmente mediante un comunicado oficial en la red social "Facebook", dieron a conocer que durante 2015 y principios de 2016 sería su última gira, por lo tanto el grupo ya ha sido disuelto tras muchos años tocando.

## Carrera política
En el mundo de la política entró inspirado por el activismo social, con lo cual Josep Nadal forma parte de Coalició Compromís y del Bloc Nacionalista Valencià (BLOC), con el que desde 2003 ha sido regidor de su población natal, Pego, resultando ser reelegido durante varias legislaturas y con el cual participó en las primarias para ser el cabeza de lista de su partido por la circunscripción electoral de Alicante para las Elecciones autonómicas de 2015, que no resultó ser elegido cabeza de lista, pero su candidatura quedó en el número 3 por detrás de Mireia Mollà y Rafael Climent. Finalmente tras la celebración de los comicios dados el día 24 de mayo, logró un escaño en las Cortes Valencianas.
Actualmente desde el 13 de junio que tomó posesión de su escaño, pertenece a las Comisiones parlamentarias de Educación y Cultura, de Agricultura, Ganadería y Pesca, de Radiotelevisión Valenciana (RTVV) y Espacio Audiovisual y a la Comisión de Derechos Humanos.